# De drakenprinter
De drakenprinter is een stripverhaal uit de reeks van Suske en Wiske. Het is geschreven door Peter Van Gucht en getekend door Luc Morjaeu. Het kwam uit als 358ste album in de Vierkleurenreeks op 1 juni 2021.

## Personages
- Suske, Wiske, Schanulleke, Lambik Jerom, tante Sidonia, professor Barabas, Groenlandse Giga, boeven, mummie, aliens, tv-presentator, postbode, Paul Geerts (als cameo)

## Locaties
- Groenland, huis van Lambik en Jerom, huis van tante Sidonia, huis en laboratorium van professor Barabas, geheim laboratorium in Zuid-Amerika

## Uitvindingen
- Gyronef, fotokloneerapparaat en supercomputer

## Verhaal
Lambik wordt opgebeld door een onbekende persoon die dreigt de Suske en Wiske-serie stop te zetten vanwege Jerom, die met zijn enorme spierkracht zorgt dat alle avonturen te snel zijn afgelopen. De vrienden willen helpen en brengen Jerom naar professor Barabas. Die besluit Jerom mee te nemen naar zijn geheime laboratorium in Zuid-Amerika. 
De vrienden komen met de gyronef bij de vulkaankrater waar het laboratorium is. Professor Barabas blijkt dieren te kunnen reproduceren met een grote versie van het fotokloneerapparaat. Met een supercomputer leest professor Barabas niet alleen het lichaam van Jerom, maar ook zijn geest. En op deze manier kan hij de angsten van Jerom uitprinten in de vorm van een draak. 
Jerom weet nu waarom hij angstig is: toen hij nog met Moe Mie in de prehistorie leefde, wilde hij eens een meisje redden. Hij kwam daarbij in het ijs terecht en weet niet of zijn reddingspoging heeft geholpen. Jerom moet de draak overwinnen om van zijn angst af te komen. 
Lambik besluit ook zijn eigen angst te printen; er verschijnt een aap, die staat voor vernedering. Beide monsters weten te ontsnappen uit het laboratorium. De vrienden ontdekken dat Lambik zijn mislukking wil verbergen en stiekem achter de monsters is aan gegaan. Ze doen een poging om Lambik te redden. Ondanks zijn angst, besluit Jerom zijn vriend te helpen. Na een lange strijd blijkt de draak geen geweld te gebruiken als Jerom de draak aanvaardt. Jerom aanvaardt dat hij niet altijd kan winnen en Lambik aanvaardt de aap in zichzelf. 
Het experiment van professor Barabas mislukt. Alle gekloneerde dieren verdwijnen door aanraking met de lucht. De professor heeft nu faalangst, maar tante Sidonia vertelt hem dat hij zijn vrienden wel heeft geholpen met zijn apparaat.

## Varia
De knipoog aan het eind van dit verhaal wordt niet – zoals meestal – door Wiske uitgevoerd, maar door Paul Geerts (die de geheimzinnige figuur blijkt te zijn).